# Niederlungwitz
Niederlungwitz ist ein Ortsteil der Großen Kreisstadt Glauchau im Landkreis Zwickau (Freistaat Sachsen). Er wurde am 3. Oktober 1992 eingemeindet. Niederlungwitz trägt den Gemeindeschlüssel 100.

## Geografie

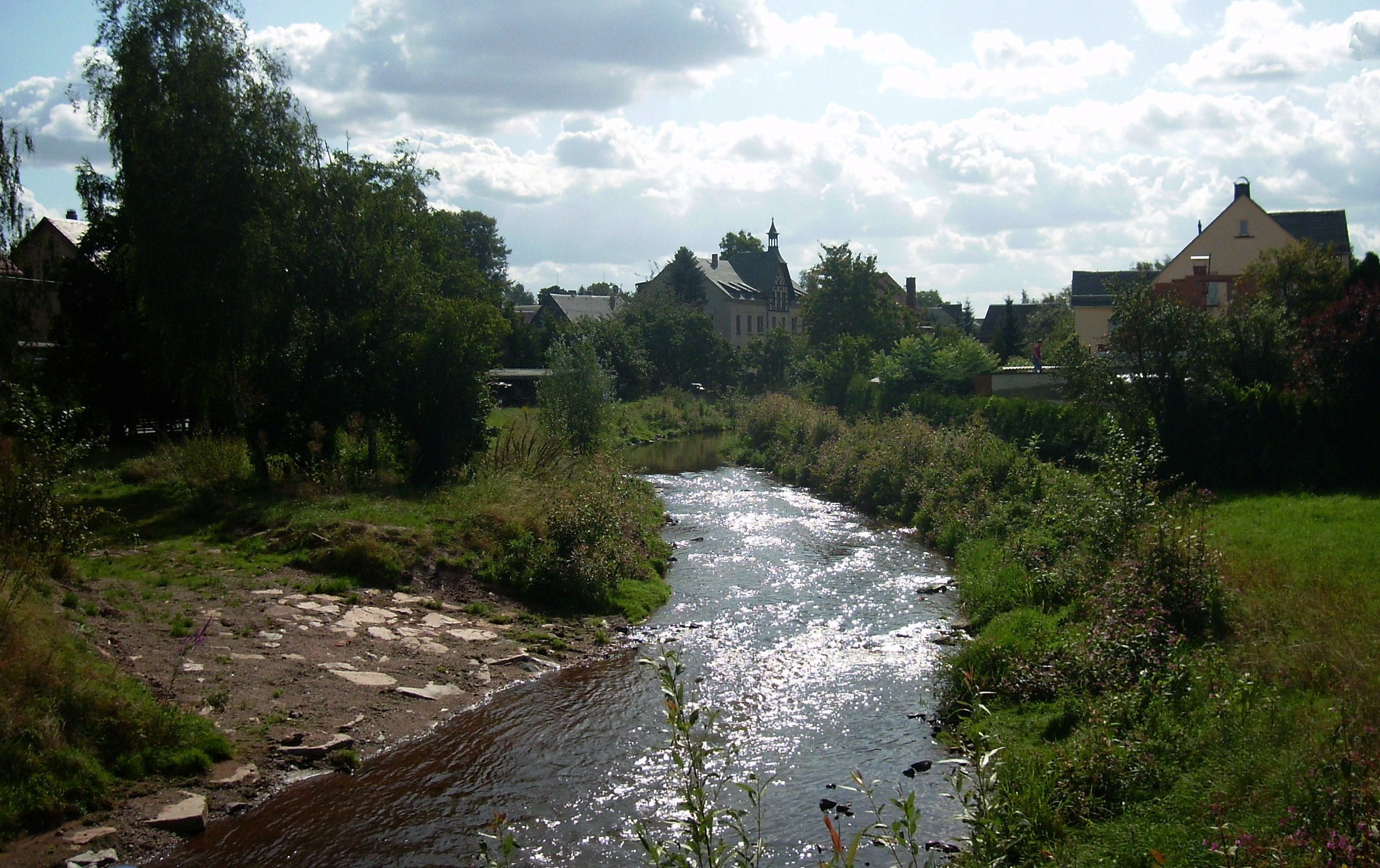
Lungwitzbach und Orts-Teilansicht

### Geografische Lage und Verkehr
Niederlungwitz liegt im Erzgebirgischen Becken am Unterlauf des Lungwitzbachs, einem Zufluss der Zwickauer Mulde. Das Reihendorf, das nur aus zwei Straßen rechts und links des Baches besteht, befindet sich östlich des Stadtgebiets von Glauchau. Südlich des Orts befindet sich der Rümpfwald, im Südwesten liegt der Glauchauer Bismarckturm. In der nordöstlichen Ortsflur liegt ein Teil des Reinholdshain-Ebersbacher-Wald. Niederlungwitz erstreckt sich auf eine Länge von etwa drei Kilometern. Kurz nach der deutschen Einheit wurde ein Feld am Dorfrand als Neubaugebiet mit Mietshäusern und Eigenheimen erschlossen. Zu Niederlungwitz gehört auch die sich um das einstige Rittergut Elzenberg gebildete Siedlung Elzenberg, welche heute als Elzenbergstraße bekannt ist. Sie bildet eine eigene Gemarkung und gehört aufgrund der historischen Entwicklung zu Niederlungwitz, obwohl sie aufgrund der Bebauung eher am Stadtrand von Glauchau liegt.
In Richtung Norden ist über die Lungwitztalstraße und die Bundesstraße 175 die Anschlussstelle Glauchau-Ost der Bundesautobahn 4 erreichbar. Die Bahnstrecke Dresden–Werdau führt an Niederlungwitz ohne Halt vorbei.

### Nachbarorte
|            | Reinholdshain                               |             |
| Glauchau   | Kompassrose, die auf Nachbargemeinden zeigt | Lobsdorf    |
| Rothenbach | Rümpfwald                                   | St. Egidien |

## Geschichte

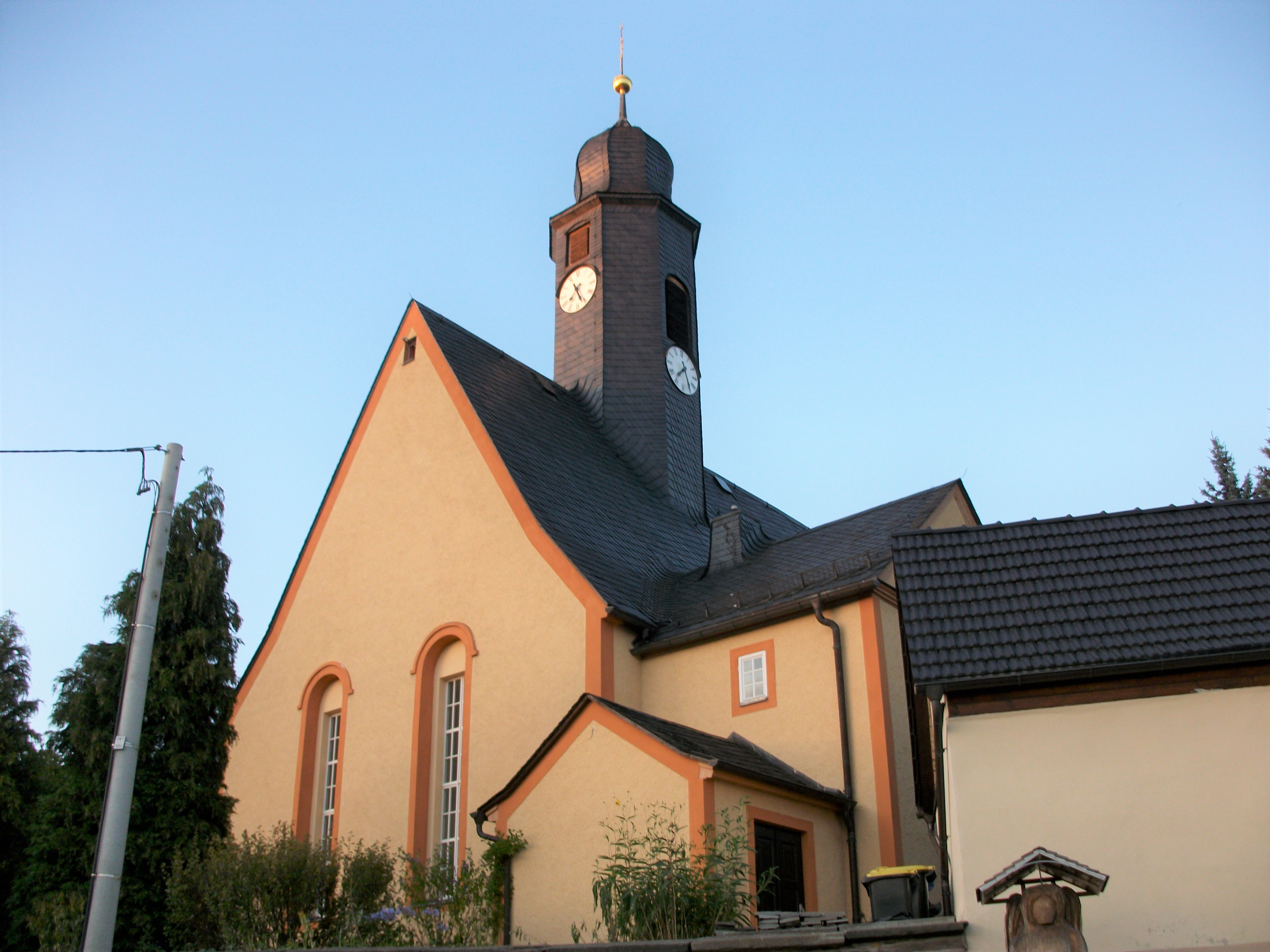
Kirche Niederlungwitz

Das Waldhufendorf Niederlungwitz wurde im Jahr 1393 erstmals als Lunckwitz genannt.
1516 ist es in Akten der Schönburger als „in der Lungbicz“ benannt.
Bezüglich der Grundherrschaft war der Ort bis ins 19. Jahrhundert geteilt. Der größere Teil gehörte Amtsdorf zur Herrschaft Glauchau, Amt Forderglauchau. Nur ein Gebäude gehörte zum Amt Hinterglauchau. Lediglich einige Häuser von Niederlungwitz unterstanden dem Rittergut Callenberg, welches wiederum als Vasallengericht unter der Verwaltung der schönburgischen Herrschaft Waldenburg stand.
Nachdem auf dem Gebiet der Rezessherrschaften Schönburg im Jahr 1878 eine Verwaltungsreform durchgeführt wurde, kam Niederlungwitz mit Elzenberg im Jahr 1880 zur neu gegründeten sächsischen Amtshauptmannschaft Glauchau.
Durch die zweite Kreisreform in der DDR kam Niederlungwitz im Jahr 1952 zum Kreis Glauchau im Bezirk Chemnitz (1953 in Bezirk Karl-Marx-Stadt umbenannt), der im Jahr 1990 als sächsischer Landkreis Glauchau fortgeführt wurde und 1994 im Landkreis Chemnitzer Land bzw. 2008 im Landkreis Zwickau aufging. Niederlungwitz wurde am 3. Oktober 1992 nach Glauchau eingemeindet.

### Ehem. Ort und Rittergut El(t)zenberg in der Flur von Niederlungwitz und Glauchau

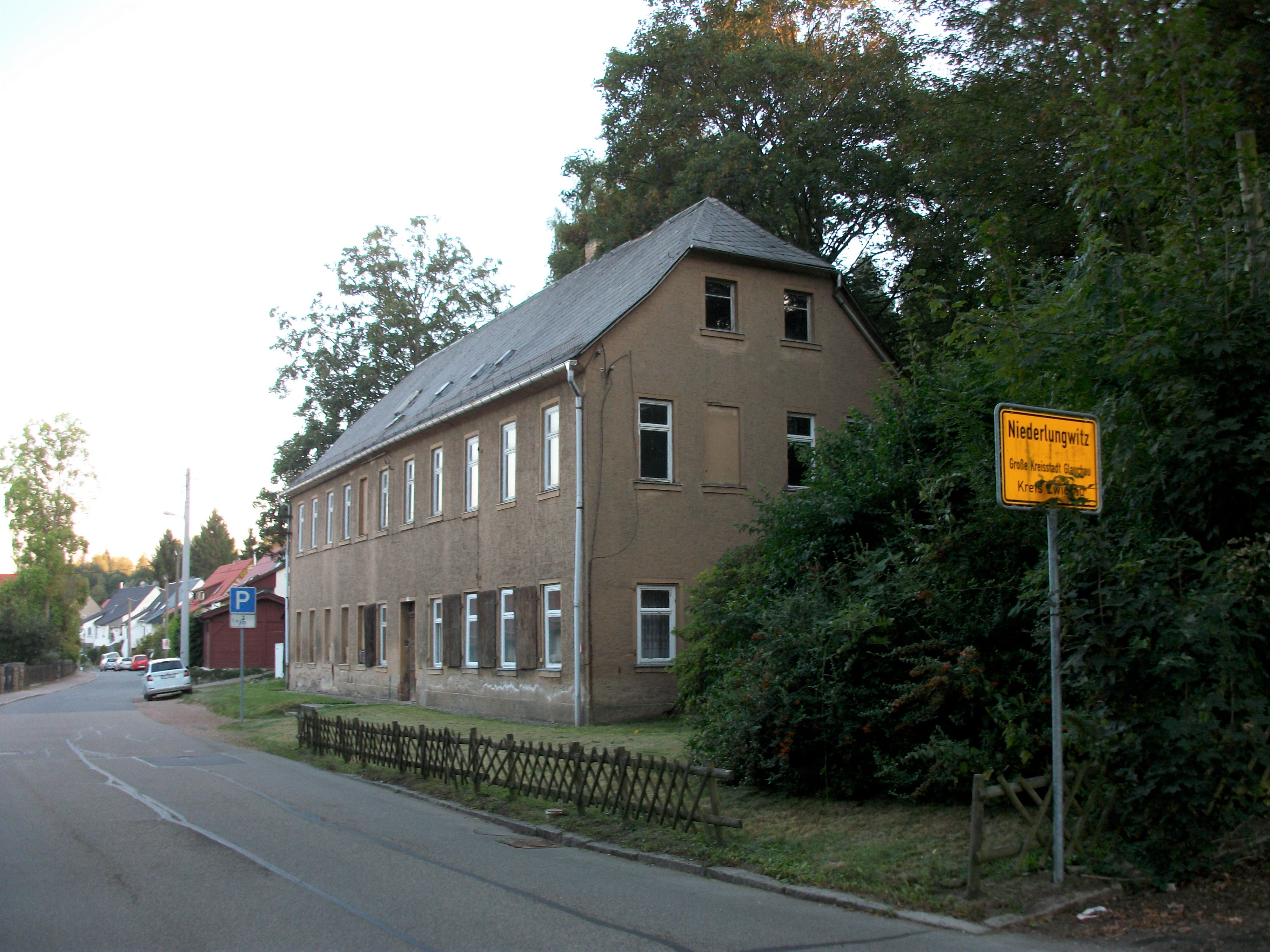
Mutmaßlicher Rest des Rittergutes Elzenberg, Forsthaus um 1950

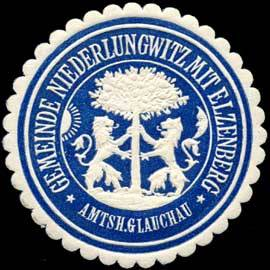
Siegelmarke der „Gemeinde Niederlungwitz mit Elzenberg“, zugehörig zur Amtshauptmannschaft Glauchau gewesen

Bis heute bildet Elzenberg als „Elzenbergstraße“ eine eigene Gemarkung der Stadt Glauchau, gehört aber als Siedlung größtenteils zu Niederlungwitz.
1750 wurde westlich des Orts Niederlungwitz das Rittergut Elzenberg genannt, welches die Gerichtsbarkeit über Güter in Elzenberg, Gesau, Niederlungwitz und Wernsdorf besaß. Es ist aber deutlich älter.
Das Rittergut Elzenberg, welches heute nicht mehr (oder nur teilweise) existiert, befand sich noch bis nach 1800 zwischen Glauchau und Niederlungwitz. Auf einer Glauchauer Karte („Astersche Meilenblätter“) ist es um 1800 noch eingezeichnet. Übrig blieb davon scheinbar ein einflügliges langgestrecktes Gebäude direkt an der heutigen „Elzenbergstraße“ neben mehreren DDR-Reihengaragen gelegen (in der Flur von Niederlungwitz). Es wurde in den 1950er Jahren in der DDR-Zeit noch als Forsthaus (Wohnung eines Försters) genutzt.
Dieses Rittergut wurde früher auch „in der altz“ betitelt. Es gehörte ursprünglich denen von Trützschler, bis Moritz von Trützschler es im Jahre 1569 an die Herren von Schönburg verkaufte. Zugehörig waren auch Einkünfte aus den Orten Dennheritz und Seiferitz. Die Straße „Am Trützschler“ in Glauchau erinnert noch heute an den ehemaligen Besitz dieser Familie.
Im Jahr 1878 wurde Niederlungwitz zusammen mit Elzenberg durch eine sächsische Verwaltungsreform Teil der neu gegründeten Verwaltungseinheit Amtshauptmannschaft Glauchau.
Letztlich ging der Ort Elzenberg hauptsächlich in Niederlungwitz auf und zu einem kleineren Teil in der Stadt Glauchau.

## Politik
Der Ortsteil verfügt über einen Ortschaftsrat, der mehrmals im Monat im Gemeindezentrum tagt und sich seit der Ortschaftsratswahl 2009 folgendermaßen zusammensetzt:
- Unabhängige Wählergemeinschaft Niederlungwitz: 7 Sitze
- Christlich Demokratische Union Deutschlands: 4 Sitze
- Die Linke: 1 Sitz

Das Dorf hatte zum September 2012 (Melderegister) 2631 Einwohner; die Einwohnerzahl ist leicht rückläufig.

## Wirtschaft und Infrastruktur
Niederlungwitz besitzt ein Gewerbegebiet. Im Ort vorhanden sind auch eine Grundschule und ein dazugehöriger Kindergarten. Des Weiteren verfügt Niederlungwitz über einen Allgemeinmediziner, eine Zahnarztpraxis und einen Physiotherapeuten sowie eine mobile Alten- und Krankenpflegestation und ein Fitnessstudio.

## Sehenswürdigkeiten

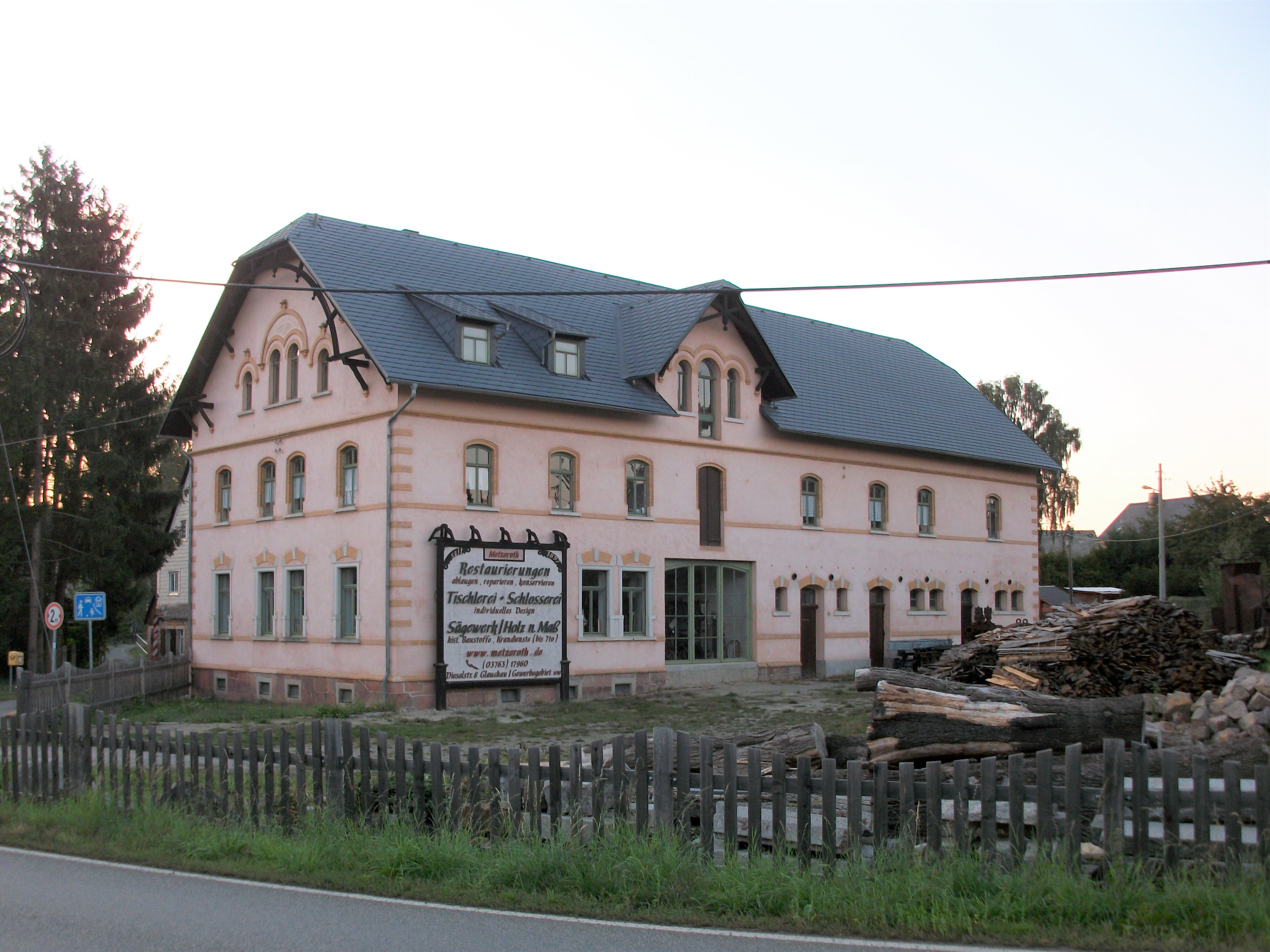
Obermühle St. Peter Niederlungwitz, Mühlenspeicher

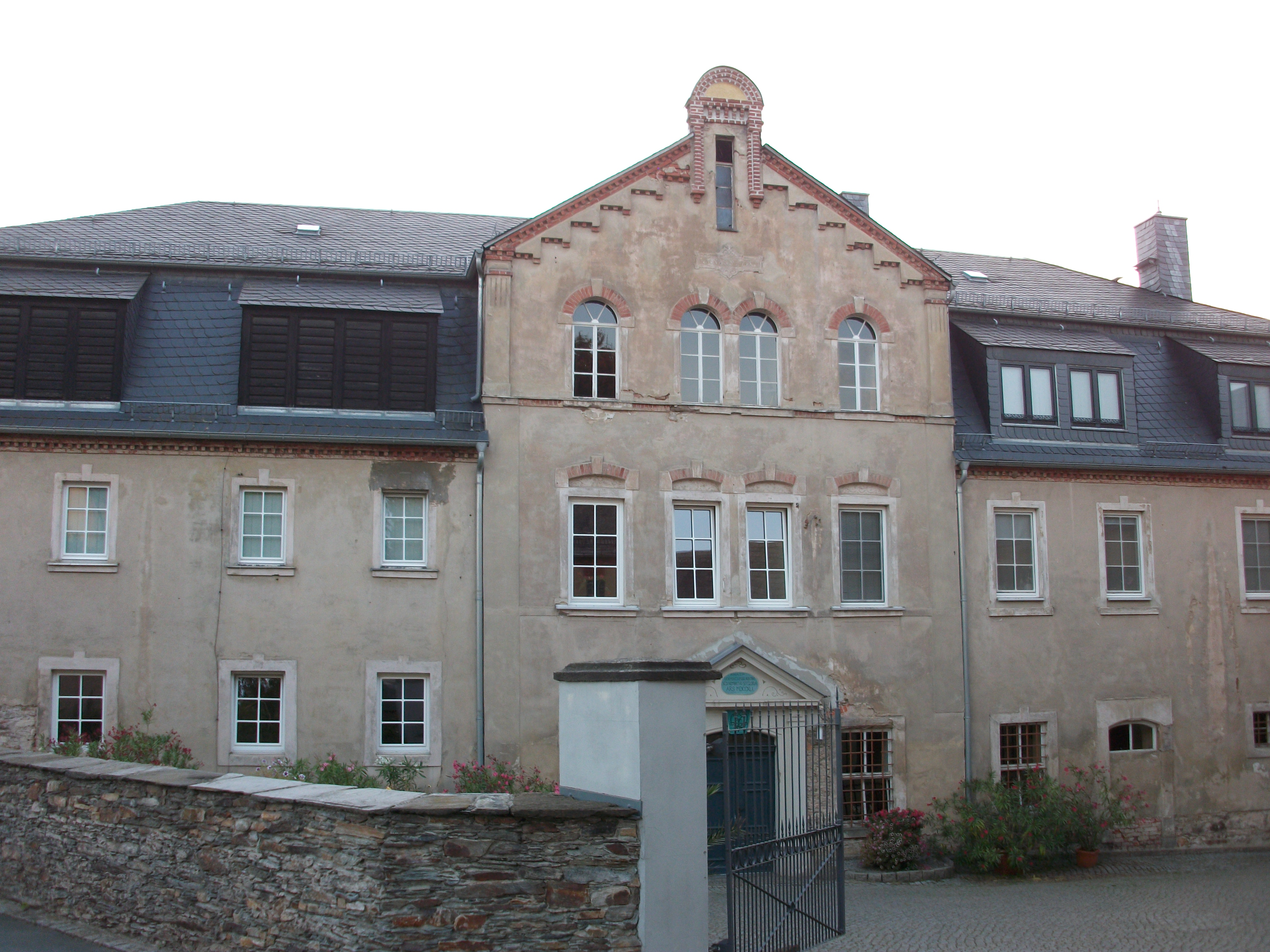
Papiermühle St. Peter Niederlungwitz, Hauptgebäude

Zu den Sehenswürdigkeiten gehören die restaurierte evangelische Kirche St. Petri mit Friedhof und mehrere historische Vierseithöfe, die zum Teil schon restauriert sind und unter Denkmalschutz stehen. Der älteste dieser Bauernhöfe befindet sich in der Straße Zum Wiesengrund 16, er verfügt über den einzigen erhaltenen dreigeschossigen Speicher in Holzblockweise in Sachsen, erbaut 1492. Weiterhin gibt es in Niederlungwitz eine alte Wassermühle mit Sägewerk, beides ist in privater Hand. Die als Obermühle St. Peter bezeichnete Wassermühle entstand bereits im 12. Jahrhundert und ist 1489 erstmals urkundlich erwähnt. Das Gebäude stammt von 1739, die Technik aus dem 19. und 20. Jahrhundert. Zur Ausstattung gehören u. a. ein Backofen von 1862 und das seit 1920 elektrisch betriebene Sägegatter von 1895. Die noch betriebsfähige Mühle wird schrittweise als Mühlenmuseum ausgebaut. Direkt daneben steht das Paulahaus, ein altes Fachwerkbauernhaus, das zu einem Wohnhaus umgebaut wurde.
Im Rümpfwald befindet sich der Bismarckturm, benannt nach Fürst Otto von Bismarck. Der Wasserturm konnte an Feiertagen erklommen werden, um bei guter Sicht bis ins Erzgebirge und zum Völkerschlachtdenkmal nach Leipzig zu schauen. Wegen baulicher Mängel war er seit 2014–2019 gesperrt.

## Persönlichkeiten

### In Niederlungwitz geborene Persönlichkeiten
- Johann David Wagner (um 1680–1721), Räuber, Dieb und Bandenführer
- Leopold Wolf (1896–1974), Chemiker, Professor für Anorganische Chemie
- Christine Spielberg (* 1941), Sportlehrerin und ehemalige Leichtathletin

### Weitere Persönlichkeiten mit Verbindung zu Niederlungwitz
- Louis Lejeune (1877–1954), Landschaftsmaler; lebte ab 1944 im Ort